# Cratere Avicenna
Avicenna è un cratere lunare di 72,99 km situato nella parte nord-orientale della faccia nascosta della Luna.
Il cratere è dedicato allo scienziato e filosofo persiano Avicenna.

## Crateri correlati
Alcuni crateri minori situati in prossimità di Avicenna sono convenzionalmente identificati, sulle mappe lunari, attraverso una lettera associata al nome.
| Avicenna | Coordinate             | Diametro (in km) |
| -------- | ---------------------- | ---------------- |
| E        | 40°11′24″N 91°15′00″W  | 25,64            |
| G        | 39°11′24″N 92°03′00″W  | 24,51            |
| R        | 38°54′00″N 100°04′48″W | 18,74            |